# Zhanqi Shuiku
Zhanqi Shuiku (kinesiska: 战旗水库) är en reservoar i Kina. Den ligger i provinsen Sichuan, i den sydvästra delen av landet, omkring 150 kilometer nordost om provinshuvudstaden Chengdu. Zhanqi Shuiku ligger 596 meter över havet. Arean är 0,52 kvadratkilometer. Omgivningarna runt Zhanqi Shuiku är en mosaik av jordbruksmark och naturlig växtlighet. Den sträcker sig 2,3 kilometer i nord-sydlig riktning, och 1,3 kilometer i öst-västlig riktning.
Genomsnittlig årsnederbörd är 1 189 millimeter. Den regnigaste månaden är juli, med i genomsnitt 329 mm nederbörd, och den torraste är januari, med 16 mm nederbörd.